# Suelle Oliveira
Suelle do Prado Oliveira (ur. 29 kwietnia 1987 w Kurytybie) – brazylijska siatkarka, grająca na pozycji przyjmującej.

## Sukcesy klubowe
Mistrzostwo Brazylii:
- 2011
- 2008, 2009, 2014
- 2015, 2022[1]

Puchar Brazylii:
- 2008, 2022[2]

Klubowe Mistrzostwa Ameryki Południowej:
- 2009, 2014
- 2022[3]

Klubowe Mistrzostwa Świata:
- 2014

## Sukcesy reprezentacyjne
Mistrzostwa Ameryki Południowej Juniorek:
- 2004

Mistrzostwa Świata Juniorek:
- 2005

Puchar Panamerykański:
- 2011
- 2008

Grand Prix:
- 2015

## Nagrody indywidualne
- 2014: Najlepsza przyjmująca Klubowych Mistrzostw Świata